# خط إلوي خلفي
الخط الإلوي الخلفي هو الأقصر بين الخطوط الإلوية الثلاث، يبدأ عند عرف الورك، حوالي 5سم أمام امتداده الخلفي. يكون الخط في بدايته مميزاً وواضحاً، لكن مع اتجاهه للأسفل للجزء العلوي من الثلمة الوركية الكبرى حيث ينتهى يكون أقل وضوحاً، وعادة ما يختفي كلياً.